# Тийдус, Айвар
Айвар Тийдус (эст. Aivar Tiidus; 20 апреля 1963, Таллин) — советский и эстонский футболист, защитник, тренер.

## Биография
В советский период выступал за клубы чемпионата Эстонской ССР среди КФК, в частности за таллинскую «Норму», с которой в 1990 году стал вице-чемпионом республики. В 1983 году числился в клубе второй лиги СССР ШВСМ (Таллин), но не выходил на поле. Участник футбольного турнира Спартакиады народов СССР 1983 года в составе юниорской сборной Эстонской ССР.
В 1992 году, в первом чемпионате Эстонии после восстановления независимости сыграл 7 матчей за «Норму» и стал чемпионом страны. Затем много лет играл за клубы низших лиг.
С 1985 года также работал футбольным тренером, в основном — детским. В 1990-е годы работал в Таллинской футбольной школе, в конце 1990-х годов — с детскими командами города Маарду. В 2003 году вместе со своим пасынком Тармо Кинком перебрался в московский «Спартак», где был тренером в клубной академии. В середине 2000-х годов работал с молодёжной командой таллинской «Левадии». В 2008—2013 годах тренировал взрослую команду «Реал» (Таллин), выступавшую в низших лигах Эстонии, был также президентом клуба. В 2014—2015 годах возглавлял клуб «Пуума» (Таллин), игравший на уровне первой лиги, затем — первой лиги Б (третий дивизион).
Среди его воспитанников — игроки сборной Эстонии Андрес Опер, Ингемар Теэвер, Йоэль Линдпере, Тармо Кинк, Керт Хаависту, Атс Пурье.

## Личная жизнь
Супруга Урве Кинк в прошлом занималась многоборьем. Пасынок Тармо Кинк — футболист.